# Gre-No-Li

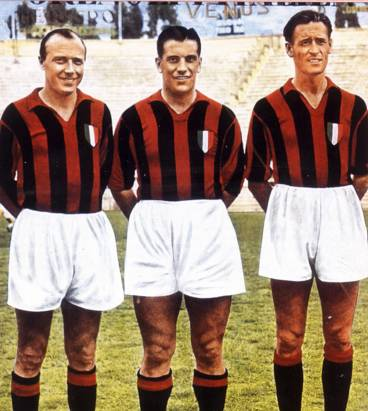
Gunnar Gren, Gunnar Nordahl y Nils Liedholm con el A. C. Milan.

Gre-No-Li es la contracción de los apellidos de tres futbolistas suecos: Gunnar Gren, Gunnar Nordahl y Nils Liedholm. La denominación fue usada coloquialmente para referirse a estos jugadores, que conformaron un trío formidable de delanteros que jugaron para la selección de fútbol de Suecia y para el A. C. Milan durante la década de 1950.
Los tres delanteros condujeron a Suecia a una medalla de oro en los Juegos Olímpicos de 1948. Poco tiempo después de esto, Nordahl firmó con el A. C. Milan, y luego se unieron a él Gunnar Gren y Nils Liedholm en la temporada 1949-50, en la que el Milan marcó ciento dieciocho goles en treinta y ocho partidos. El logro más importante del trío llegó en la temporada siguiente, luego de que su equipo se adjudicara el Scudetto. Liedholm y Nordahl también ganaron el título en 1955, mientras que Liedholm lo volvió a conseguir en 1957 y en 1959, después de que Gren y Nordahl dejaran el equipo. Especialmente, Gunnar Nordahl fue el que tuvo más éxito en Italia, ya que consiguió ser el máximo goleador en cinco de las diez temporadas que disputó en la Serie A (8 en AC Milan y 2 en AS Roma), esto entre 1948-49 y 1957-58; y es el cuarto goleador histórico de la liga italiana.